# 喂！喂！喂！有屋租
《喂！喂！喂！有屋租》（英語：House of Horror）（另譯:《有房出租》）是香港亞洲電視拍攝製作的懸疑奇幻單元劇。由李愛瓊監製，首播於1995年11月。主要演員有張家輝、王薇、胡渭康、楊玉梅、駱達華等。

## 劇情簡介
劇中以一幢已有多年樓齡的舊式唐樓〈吉祥大廈〉內一單位為背景，通過鬼上身、夢境、預言等超自然力量形式講述入住者遇上一連串不可思議及令人毛骨悚然的怪事。本劇共有六個單元故事分別為: 安魂曲、桃花煞、奪命佳人、前世今生、倫常劫、逃妻。

## 演員表
單元一: 《安魂曲》（第1－5集）
| 演員   | 角色   | 暱稱/關係 |
| 張家輝 | 葉守志 | 葉生 阿怡之夫 〈吉祥大廈〉住客 豐成貿易公司老闆 Grace之情夫 與Grace合謀假作鬼屋故事以圖嚇死阿怡以謀取保險金 第四集殺死阿怡之表姐夫 第五集被阿怡洞悉真相後把其勒死，把其屍體假裝成自殺 第五集被疑似被阿怡鬼魂附身刺死Grace被捕，後阿怡鬼魂附身承認殺死Grace，被判入精神病院 |
| 王薇   | 周美怡 | 阿怡、葉太 患心臟病 〈吉祥大廈〉住客 搬入單位後經常聽到歌曲〈不了情〉的夜半歌聲及奇怪靈異事件 第二集入院治療後疑似被梁小蝶鬼魂纏上 第五集知道真相後企圖刺殺丈夫但被其勒死，並被假裝成自殺                                                                                  |
| 尹麗玉 | 表姐   | 阿怡之表姐 |
| 李岡   | 阿貴   | 阿怡之表姐夫 保險經紀 第四集得悉阿志之奸情及陰謀後被其殺死 |
| 洪玉蘭 | Grace  | 阿志之情婦 豐成貿易公司職員 與阿志合謀假作鬼屋故事以圖嚇死阿怡以謀取保險金 第二集假扮女鬼以致阿怡病發入院 第五集被疑似被阿怡鬼魂附身的阿志刺死 |
| 鄭恕峰 |        | Grace之堂兄 與Grace及阿志合謀殺死阿怡以謀取保險金 第四集打算親手殺害阿怡但反被其所殺 |
|        | 梁小蝶 | 歌女 因事業及感情失意在單位中吊頸自殺而死 |
| 江圖   | 丁繼遠 | 唱片監製 欺騙梁小蝶感情及聲稱為她出唱片以致其自殺 第三集被鬼魂附身的阿怡駕車撞死 |
| 黃美芬 |        | 豐成貿易公司職員 |
| 萬斯敏 |        | 豐成貿易公司職員 |
| 杜文澤 |        | 豐成貿易公司職員 |
| 陳劍雲 | 發叔   | 〈吉祥大廈〉管理員 |
| 石中玉 |        | 〈吉祥大廈〉住客 |
| 饒芷昀 |        | 〈吉祥大廈〉住客 |
| 計祥龍 |        | 搬運工人 |
| 西施犬 | 東東   | 阿怡之愛犬 第二集突然死亡，死狀恐怖 |

單元二: 《桃花煞》（第6－10集）
| 演員   | 角色       | 暱稱/關係 |
| 胡渭康 | Steven Lam | 花花公子 雖有女朋友仍到處留情 廣告公司高級創作主任 在酒吧遇上Alice後對其產生興趣，但在與其發生關係後處處逃避 在一次與Alice的糾纏間意外撞破她的頭顱，因害怕入獄而把其埋在荒野 Celia Yu出現後認為其一定與Alice有關係而感到恐懼，沒法確定什麼時候做了什麼事情會惹到對方報復。 最後被Celia Yu活埋在其姊Alice屍體的旁邊。 |
| 龐秋雁 | Nancy      | Steven之女朋友 雖喜愛Steven但深知其花花公子個性，故對其吊兒郎當的態度不太在意 幫助Steven調查Celia Yu身世而惹其不滿，被其買兇車禍撞死。 |
| 楊玉梅 | Alice      | 恐怖情人 情緒反覆起伏大、性格不定容易焦躁不安 被Steven拒絕後企圖自殺後被救 自殺獲救後更表現極端行為偷看及鎖定Steven行蹤、追逐行程，後在一次與Steven糾纏間意外撞破頭顱暈倒，不知死活被埋屍荒野。 與其妹妹關係非良良好，經常以信件來往告知其自己的經歷及感受。                                                         |
| 楊玉梅 | 余漪漣     | Celia Yu C&W化妝品公司總經理 身材樣貌與Alice極為相似，實為其妹，為姊報仇 其姊在世時會暗中把傷害其姊的人抹殺 對Steven Lam施行情緒虐待，經常出現其日常生活中監控其一舉一動，使之感覺到在生活上逃不過其控制而造成恐懼或焦慮。 最後把Steven Lam活埋在其姊Alice屍體的旁邊。                                               |
| 馮國   | Tony       | Steven之老闆兼好友 |
| 顏晉霖 |            | Steven之同事 |
| 曾贊安 |            | Steven之同事 |
| 李錦榮 |            | Steven之同事 |
| 張彼得 | 劉生       | |
| 曾守明 |            | |
| 鄒偉光 |            | Nancy為調查Celia Yu而聘用的私家偵探，實已被Celia Yu收買而提供假資料 |
| 陳劍雲 | 發叔       | 〈吉祥大廈〉管理員 |

單元三: 《奪命佳人》（第11－15集）
| 演員   | 角色   | 暱稱/關係                                               |
| 駱達華 | 許子健 | 可恩之丈夫 阿敏前男朋友                                 |
| 區淑貞 | 程可恩 | 阿健之妻子 張慧敏多年好友                               |
| 陳潔儀 | 張慧敏 | 阿敏 可恩多年好友 阿健前女朋友 認為是可恩搶走她的男朋友 |
| 梁碧芝 | 薇薇   | 阿健之妹 輕度自閉症 不明原因很害怕可恩                  |
| 譚少英 | '      | 阿健和薇薇之母                                          |
| 李樹佳 | '      |                                                         |
| 嘉俊   | '      |                                                         |
| 陳正君 | '      |                                                         |

單元四: 《前世今生》（第16－20集）
| 演員   | 角色     | 暱稱/關係          |
| 韋烈   | 鄺偉業   | 前生為曾耀祖／     |
| 蔡美蘭 | 孫翠玲   | 前生為方倩紅       |
| 甘慧英 | 何佩文   | 前生為阿娟         |
| 陳靖允 | 陳玉嫻   | 前生為楊素琴       |
| 陳麗雲 | 周五姑   |                    |
| 黃美芳 | EVA      |                    |
| 羅嬋   | Connie   |                    |
| 萬斯敏 | Irene    |                    |
| 吳霆   | Ken      |                    |
| 饒芷昀 | 羅村民   |                    |
| 吳明龍 | 祥仔     |                    |
| 陳鳳冰 | 媒人婆   |                    |
| 趙冬兒 | 香婆童年 |                    |
| 胡邊月 | 香婆     |                    |
| 曾贊安 | 區公子   |                    |
| 張彼得 |          | 孫翠玲之父         |
| 陳劍雲 | 發叔     | 〈吉祥大廈〉管理員 |

單元六: 《倫常劫》（第21－25集）
| 演員   | 角色   | 暱稱/關係          |
| 黃璦瑤 | 梁婉華 |                    |
| 黃江祥 | 鄭浩明 |                    |
| 吳浣儀 | 馮喜   |                    |
| 曾瑋明 | 馮威   |                    |
| 梁婉雯 |        |                    |
| 宗揚   |        |                    |
| 陳劍雲 | 發叔   | 〈吉祥大廈〉管理員 |

單元六: 《逃妻》（第26－30集）
| 演員   | 角色   | 暱稱/關係                                                                                    |
| 林韋辰 | 羅永輝 |                                                                                              |
| 鍾秀群 | Flora  | 郭太、阿芳 非常恐懼丈夫，租下〈吉祥大廈〉單位以自製綁架案意圖逃離丈夫                        |
| 吳元俊 | 郭德成 | Henry 控制慾強，對妻子時而重視時，時而羞辱，經常以「恐嚇要脅」或「暴力」的方式來對待虐待妻子 |
| 羅青浩 | 阿傑   | 郭德成之助手                                                                                 |
| 梁錦燊 | 伍兆全 | Flora之父                                                                                    |
| 陳劍雲 | 發叔   | 〈吉祥大廈〉管理員                                                                           |
| 梁家池 |        | 羅永輝之學生                                                                                 |

## 軼事
- 此劇為亞視出身於男演員張家輝至今為止亦是最後一套在亞洲電視演出的劇集告別作，之後已轉投無綫電視。

## 重播
- 2022年6月起，亞視將本劇上載至旗下官方YouTube頻道內，並可免費觀賞。[2]